# Wuxi (Chongqing)
Wuxi (en chino, 巫溪; pinyin, Wūxī) es un condado bajo la administración directa de la Municipalidad de Chongqing en la  República Popular China.  Su área es de 4019 km² y su población total para 2010 superó los 520 mil habitantes.

## Administración
Desde julio de 2020, el  condado Wuxi se divide en 32 pueblos que se administran en 2 subdistritos,  19 poblados y 11 villas.